# Pantanal do Poconé
Pantanal de Poconé é uma das oito sub-regiões do Complexo do Pantanal, localizada no Pantanal Norte, Mato Grosso. Localiza-se entre os rios Paraguai e Cuiabá, sendo a Serra de São Jerônimo a sua divisa norte. A origem do seu nome vem dos índios Beripoconeses, que habitavam a região há centenas de anos. Nesta sub-região, o garimpo do ouro explorou a exaustão veios e mais veios, assoreando rios e reduzindo a fauna de peixes. Compreende a área alagável localizada entre os rios Cuiabá e Paraguai e se estende até o Parque Nacional do Pantanal. É nessa região que se localiza o Maçiço de Cuiabá-Cáceres, área de exploração de ouro, que foi responsável pela poluição de rios e que originou diversas crateras próximos às suas margens. A Transpantaneira é a única via de acesso rodoviário a essa região.